# نیم‌روز (نشریه)
نیم‌روز یک هفته‌نامه خبری، تحلیلی، سیاسی و اجتماعی با صاحب امتیازی و مدیرمسئولی محمدجواد حق‌شناس و نزدیک به جناح اصلاح‌طلب جمهوری اسلامی است.
این نشریه پس از طی پنج سال حضور در فهرست انتظار کسب مجوز در نیمه دوم سال ۱۳۸۴ مجوز نشر گرفت و با حدود یکسال تأخیر نخستین شماره خود را منتشر کرد.

## توقیف موقت
نشریه نیم‌روز به دلیل نشر نامنظم در سال ۱۳۸۷ توقیف شد.

## مجوز انتشار مجدد
پس از انتخابات ۹۲ و جابجایی دولت درخواست رفع توقیف و اجازه انتشار مجدد به هیئت نظارت بر مطبوعات ارائه و نهایتاً هیئت مزبور در تاریخ ۱۳۹۳/۶/۲۵ به موجب ماده ۱۳ قانون مطبوعات با انتشار هفته‌نامه نیمروز با گستره سراسری و نوع انتشار مجله‌ای پروانه موافقت کرد.انتشار مجدد این هفته نامه از مهر 1400 با انتشار پیش شماره آغاز وشماره 1 دوره جدید در 15 دیماه 1400 منتشر و شماره 36و 37 آن در 31 خرداد 1402 منتشر شده است.
وب سایت:{www.nimroozmag.com
} 